# Anania
Anania är ett släkte av fjärilar som beskrevs av Jacob Hübner 1825. Anania ingår i familjen gräsmott, Crambidae.

## Dottertaxa tillAnania, i alfabetisk ordning[2][1]
- Anania albeoverbascalis Yamanaka, 1966
- Anania bryalis (Hampson, 1918)
- Anania chekiangensis Munroe & Mutuura, 1969
- Anania coronata (Hufnagel, 1767), Flädermott
- Anania coronatoides Inoue, 1960
- Anania crocealis (Hübner, 1796), Guldgult krisslemott
- Anania delicatalis (South, 1901)
- Anania egentalis Christoph, 1881
- Anania epicroca Lower, 1903
- Anania extricalis Guenée, 1854
  - Anania extricalis dionalis Walker, 1859
- Anania flavicolor (Munroe & Mutuura, 1968)
- Anania funebris Ström, 1768, Vitfläckigt ängsmott
  - Anania funebris assimilis Butler, 1879
  - Anania funebris glomeralis Walker, 1859
- Anania fuscalis ([Denis & Schiffermüller], 1775), Kovallmott
  - Anania fuscalis perfuscalis Munroe & Mutuura, 1969
- Anania helvalis Walker, 1859
- Anania hortulata Linnaeus, 1758, Vitt nässelmott
- Anania incertalis Caradja, 1937
- Anania intunecalis Caradja, 1927
- Anania labeculalis Hulst, 1886
- Anania lancealis ([Denis & Schiffermüller], 1775), Lansmott
  - Anania lancealis bergmani Munroe & Mutuura, 1968
  - Anania lancealis honshuensis Munroe & Mutuura, 1968
  - Anania lancealis pryeri Munroe & Mutuura, 1968
  - Anania lancealis sinensis Munroe & Mutuura, 1968
  - Anania lancealis taiwanensis Munroe & Mutuura, 1968
- Anania ledereri (Amsel, 1956)
- Anania leuschneri Munroe, 1976
- Anania luctualis Hübner, 1796
- Anania luteorubralis Caradja, 1916
- Anania minoralis Caradja, 1937
- Anania murcialis Ragonot, 1895
- Anania mysippusalis Walker, 1859
- Anania oberthuri Turati, 1913
  - Anania oberthuri corsicalis Caradja, 1928
- Anania occidentalis Munroe & Mutuura, 1969
- Anania ocellalis Warren, 1892
  - Anania ocellalis apoialis Munroe & Mutuura, 1969
- Anania ochrofascialis (Christoph, 1882)
- Anania perflavalis Hampson, 1913
- Anania perlucidalis (Hübner, 1809), Åkertistelsmott
- Anania quebecensis Munroe, 1954
- Anania recreata Meyrick, 1938
- Anania shafferi Speidel & Hanigk, 1990
- Anania stachydalis (Germar, 1821), Stinksyskemott
- Anania subfumalis (Munroe & Mutuura, 1971)
  - Anania subfumalis continentalis Munroe & Mutuura, 1971
- Anania teneralis (Caradja, 1939)
  - Anania teneralis tsinlingalis Munroe & Mutuura, 1971
- Anania terrealis Treitschke, 1829, Mörkbrämat gullrismott
  - Anania terrealis reisseri Zerny, 1932
- Anania tertialis Guenée, 1854
- Anania verbascalis [Denis & Schiffermüller], 1775, Kungsljusmott
  - Anania verbascalis parvalis Osthelder, 1935
- Anania vicinalis (South, 1901)
- Anania yuennanensis Caradja, 1937

## Bildgalleri

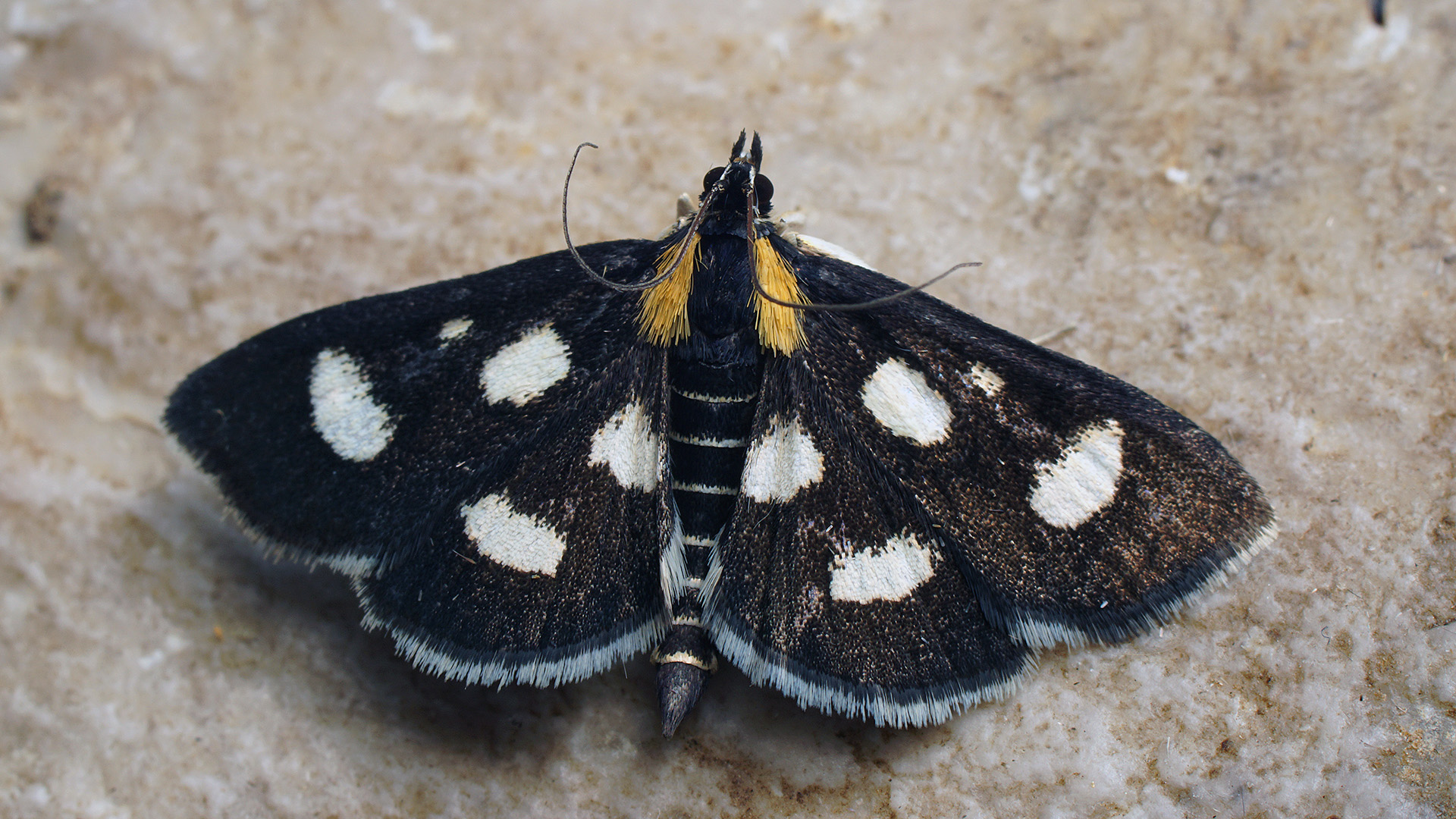
Vitfläckigt ängsmott, Anania funebris
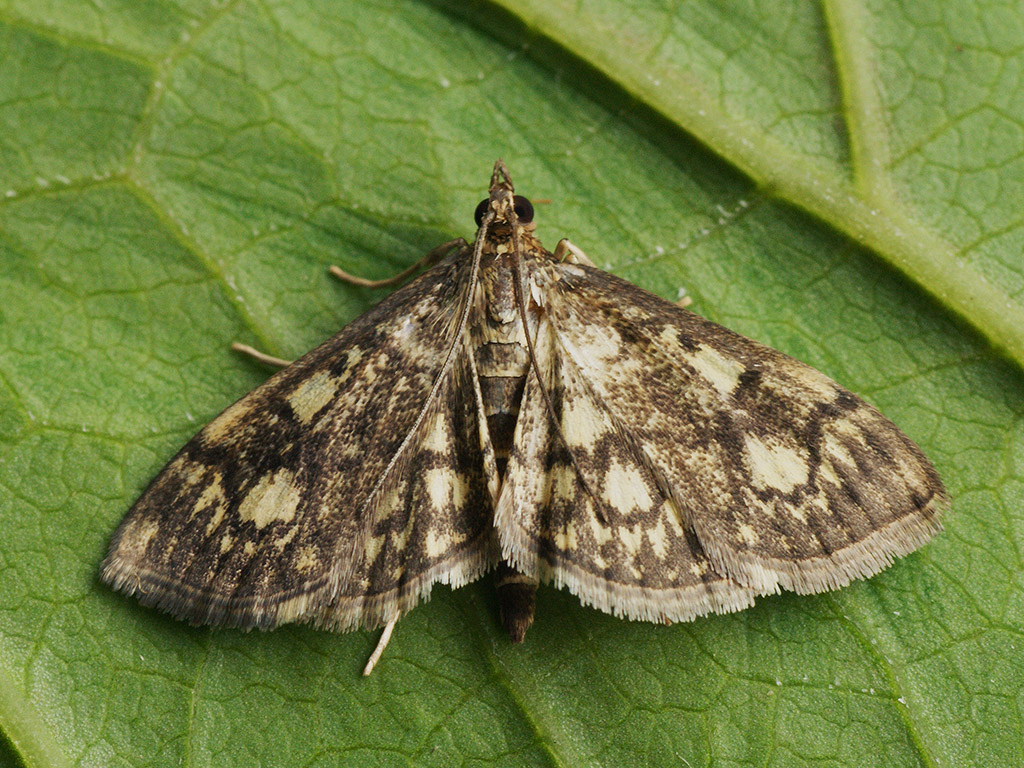
Stinksyskemott, Anania stachydalis
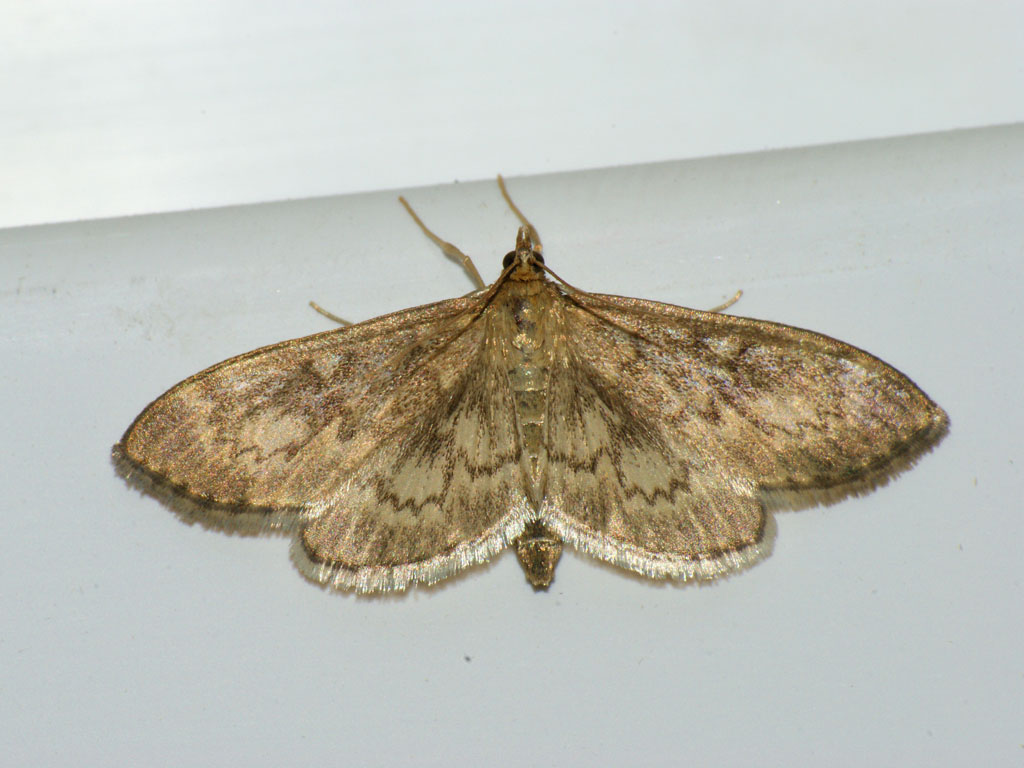
Lansmott, Anania lancealis
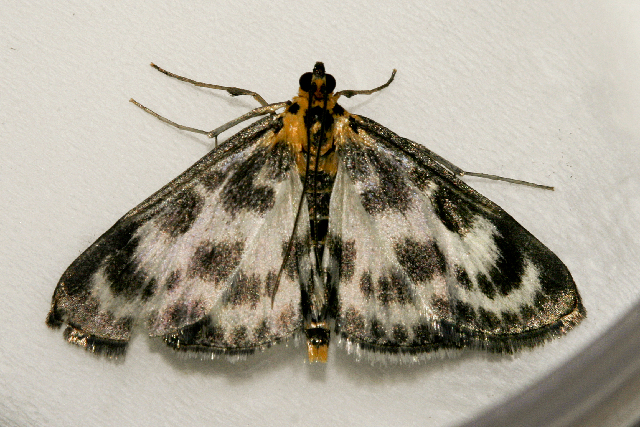
Vitt nässelmott, Anania hortulata
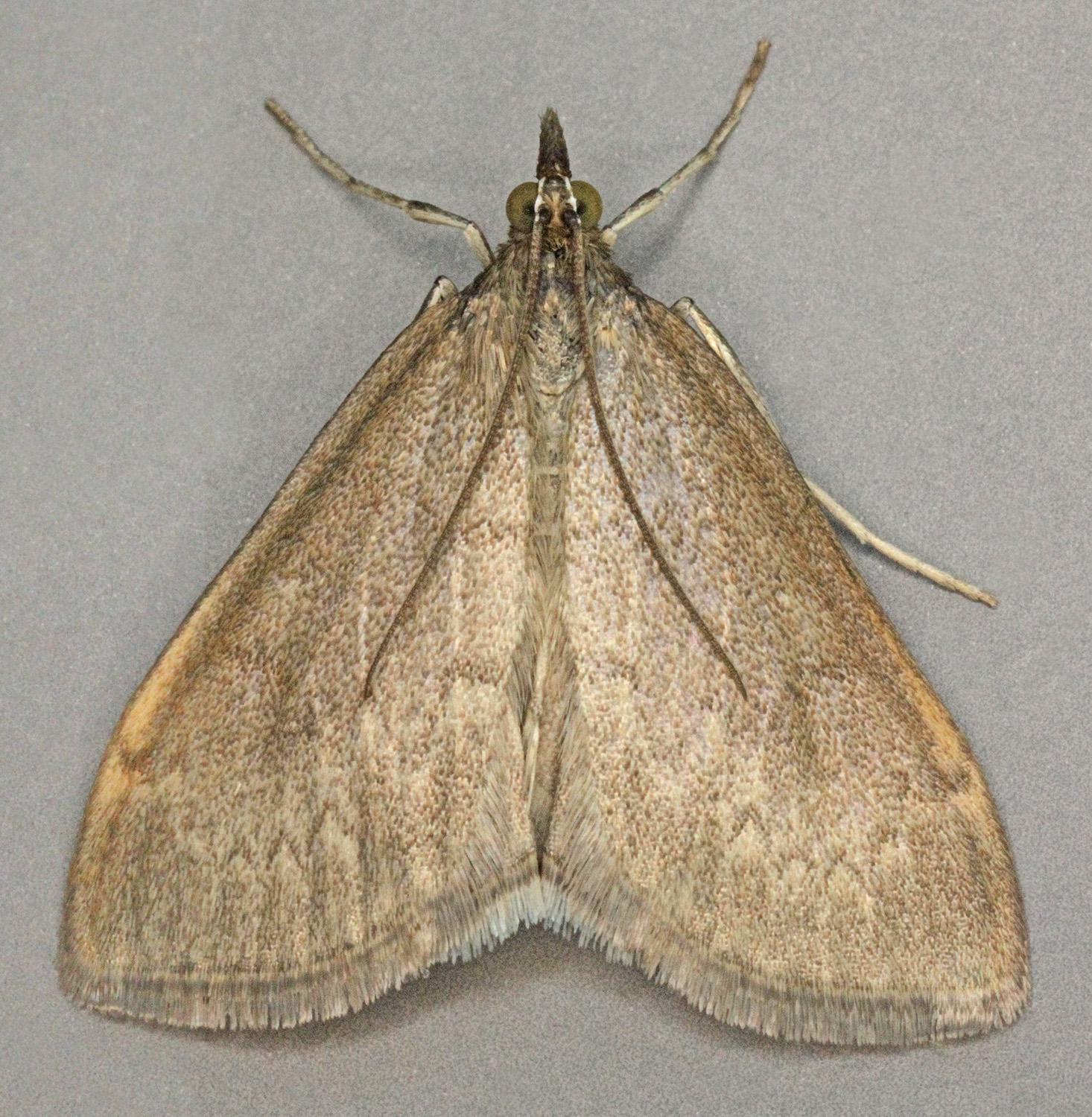
Kovallmott, Anania fuscalis